# گوتلیب گولر
گوتلیب گولر (انگلیسی: Gottlieb Göller; ۳۱ مهٔ ۱۹۳۵ – ۲۷ اوت ۲۰۰۴) بازیکن فوتبال اهل آلمان بود.
از باشگاه‌هایی که در آن بازی کرده‌است می‌توان به باشگاه فوتبال نورنبرگ اشاره کرد.